# アンゼルム・フォイエルバッハ (画家)
アンゼルム・フォイエルバッハ （独: Anselm Feuerbach, 1829年9月12日 - 1880年1月4日）はドイツの画家。19世紀ドイツの絵画界で新古典主義の画家たちを牽引した。

## 生涯

### 初期

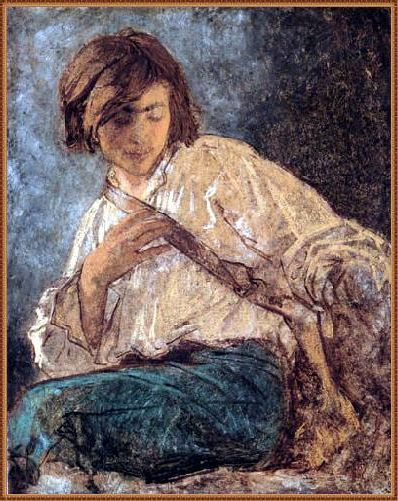
トマ・クチュール《アンゼルム・フォイエルバッハの肖像》（1852年）

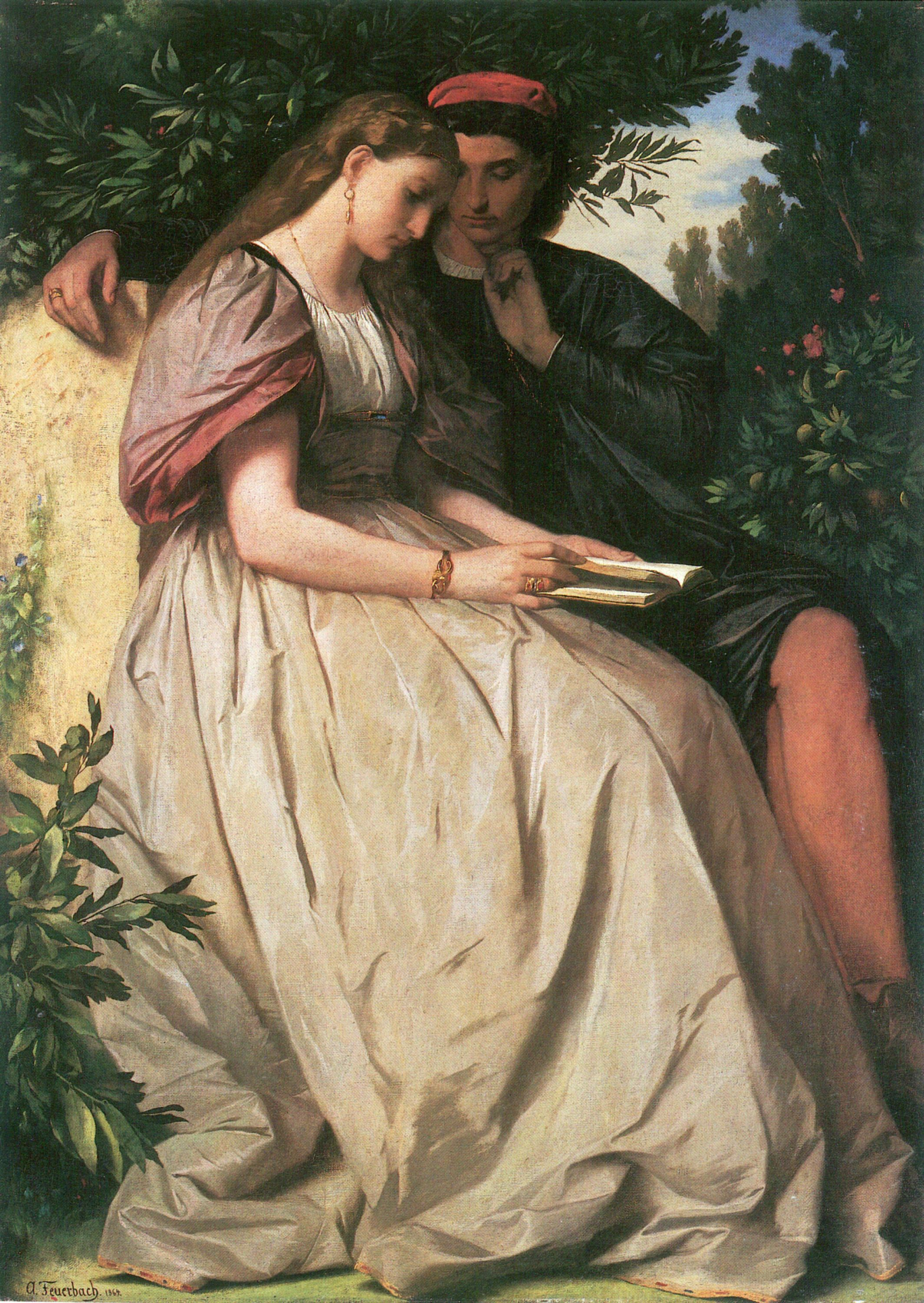
フランチェスカとパオロ（1864年頃）

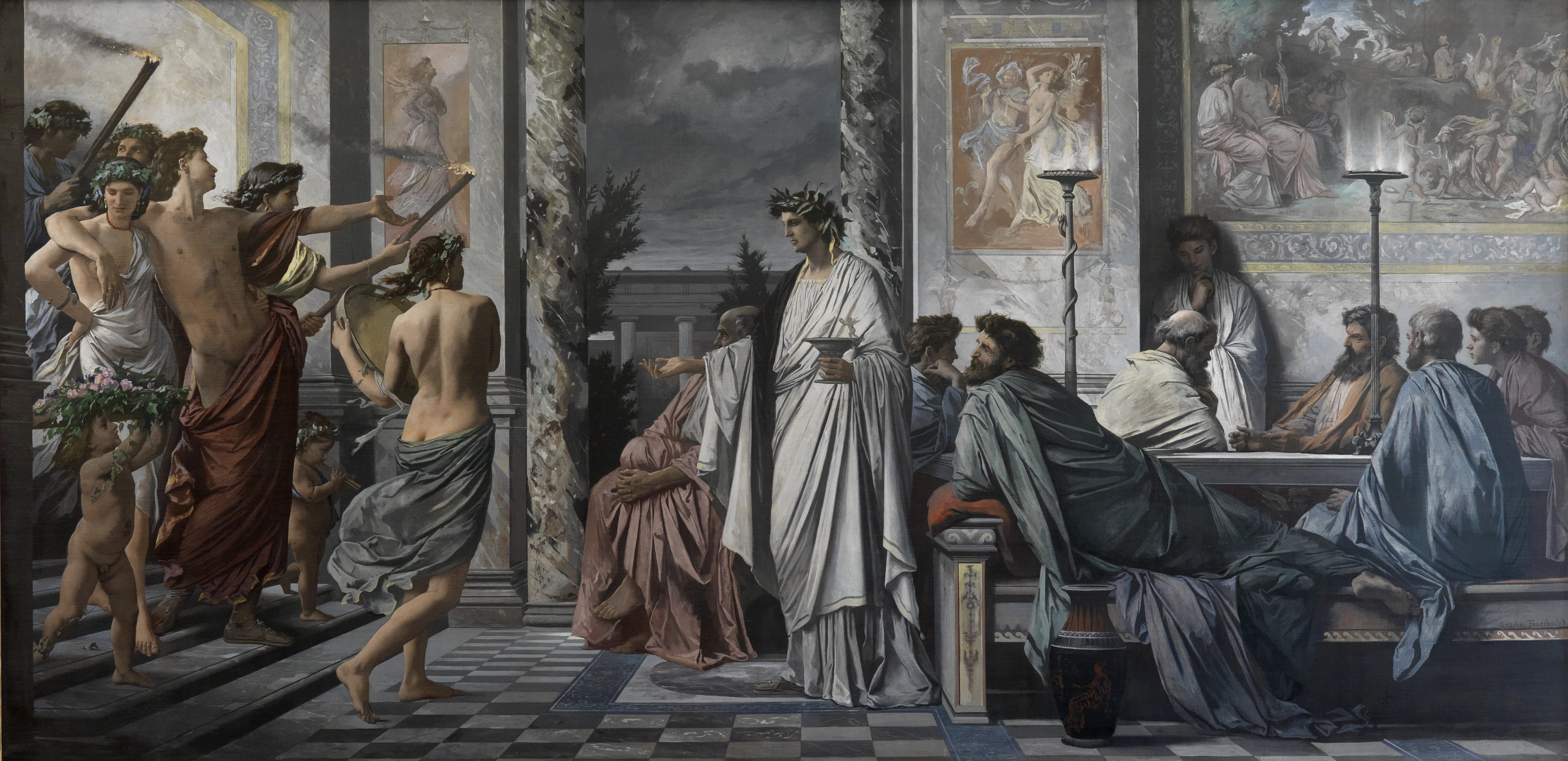
《プラトンの饗宴》（1869年）

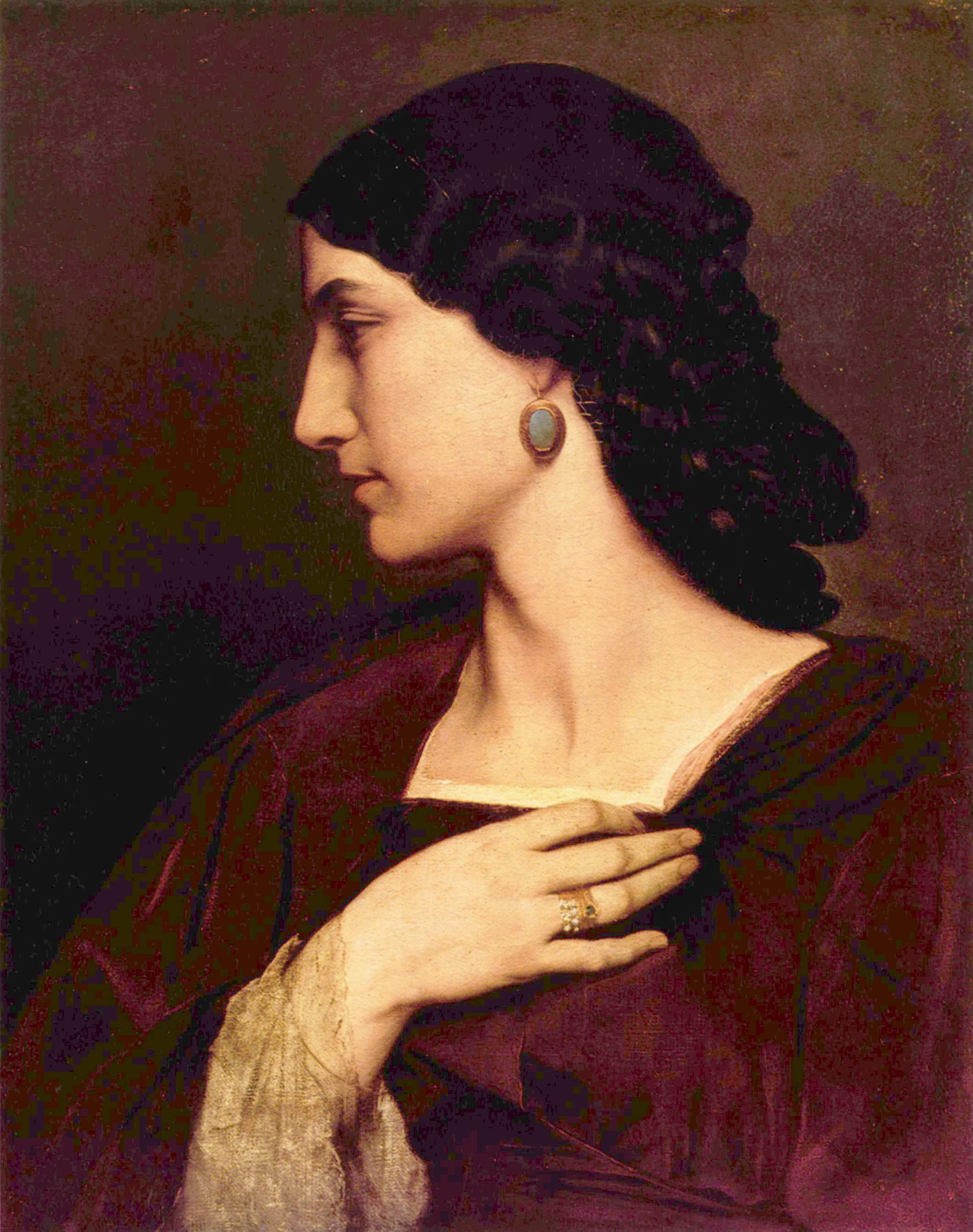
《ナンナ》（1861年）（ゲルマン国立博物館蔵）

フォイエルバッハは、考古学者ヨーゼフ・アンゼルム・フォイエルバッハの息子としてシュパイアーに生まれた。祖父は法律学者のアンゼルム・フォイエルバッハ。彼の生家は現在小さな博物館になっている。
1845年から1848年にかけて、デュッセルドルフ美術アカデミーに通い、ヨハン・ヴィルヘルム・シルマー、フリードリッヒ・ヴィルヘルム・フォン・シャドー、カール・フェルディナンド・ゾーンから教えを受けた。その後、ミュンヘン美術院に赴くが、1850年には他の不満を抱えた学生たちとともにアントウェルペン王立芸術学院に移り、フスタフ・ワッペルスの元で学んだ。1851年にはパリに移り、1854年までトマ・クチュールの教え子となった。パリでは最初の傑作《酒場のハーフェズ》（1852年）を描いた。
1854年、バーデン大公フリードリヒ1世の支援によってヴェネツィアを訪れ、色彩豊かな画家たちの本流に魅せられた。この時期のフォイエルバッハの作品からは、彼が熱心にイタリアの画家たちを研究していたことが見て取れる。ヴェネツィアの後、フィレンツェ、そしてローマへと旅した。ローマには、ドイツへの束の間の帰郷を挟みながら、1873年まで留まった。1861年、アンナ・リージ（伊: Anna Risi）（通称ナンナ）と知り合い、以後4年間絵のモデルとした:270。1866年には、アンナに代わり、宿屋の妻だったルチア・ブルナッチ（伊: Lucia Brunacci）を第一のモデルとし、ルチアをモデルにメーデイアの絵を描いた。1862年、アドルフ・フリードリヒ・フォン・シャック伯爵と出会い、イタリアのオールド・マスターの模写を依頼された。シャック伯爵はフォイエルバッハをアルノルト・ベックリンとハンス・フォン・マレースに引き合わせた。彼ら3人は、ドイツ芸術よりもイタリア芸術を好んだため、「ドイツのローマ人」（独: Deutschrömer）として知られるようになった。
1869年から1874年にかけて、《プラトンの饗宴》の2つのバージョンを描いた。
1873年、ウィーン美術アカデミーの歴史画の教授職に任命され、ウィーンに移った。リングシュトラーセに建てられた新しいアカデミーの建物の大会堂に天井画《ティターンの没落》を描いたが、それを巡って建築家のテオフィル・ハンセンと諍いを起こした。ウィーン滞在中には、ヨハネス・ブラームスと知り合った。ブラームスは後年フォイエルバッハの死を悼み、「哀悼歌」を作曲している。

## 晩年

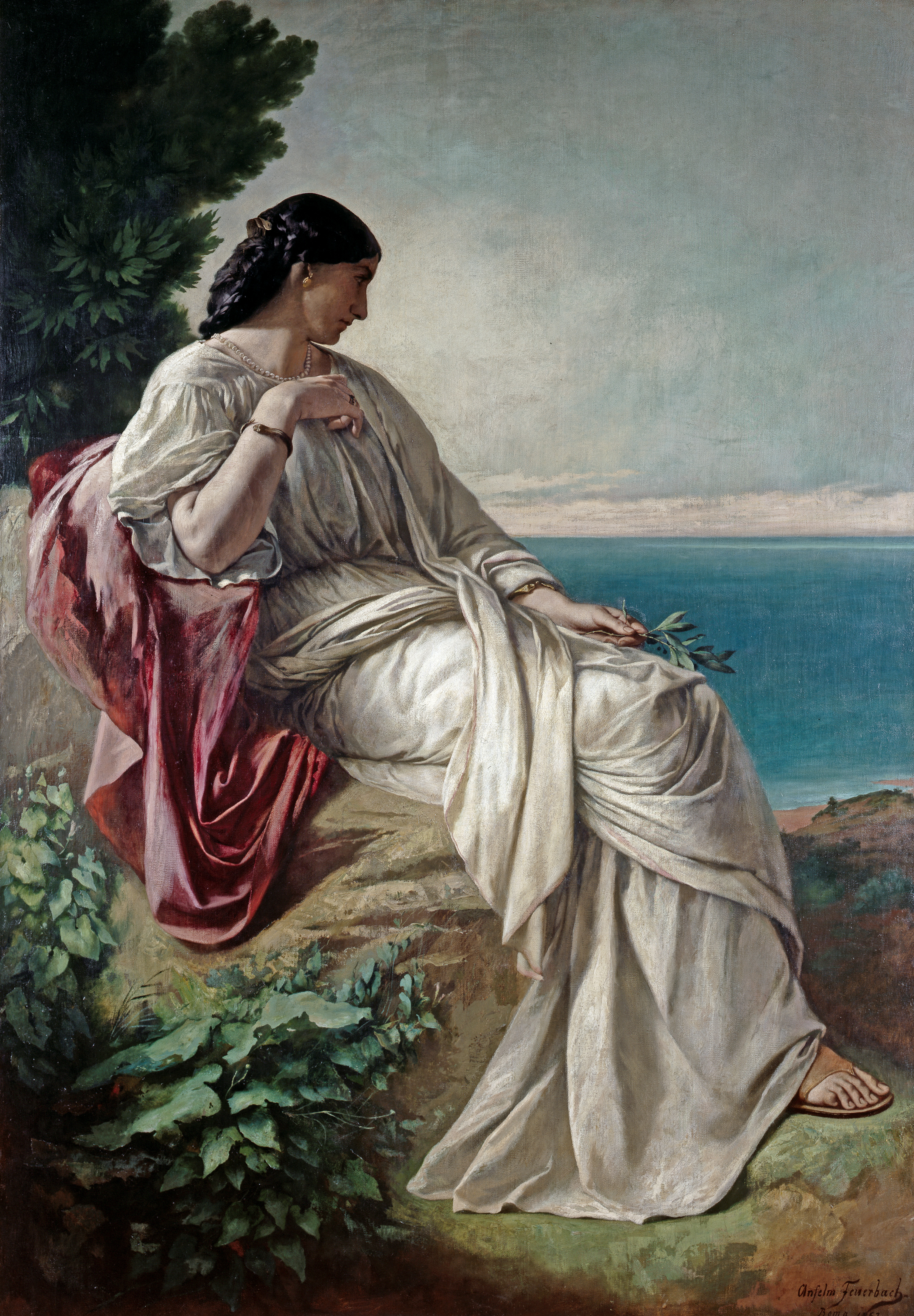
《イーピゲネイア I》（1862年）(ダルムシュタット・ヘッセン州立博物館蔵)

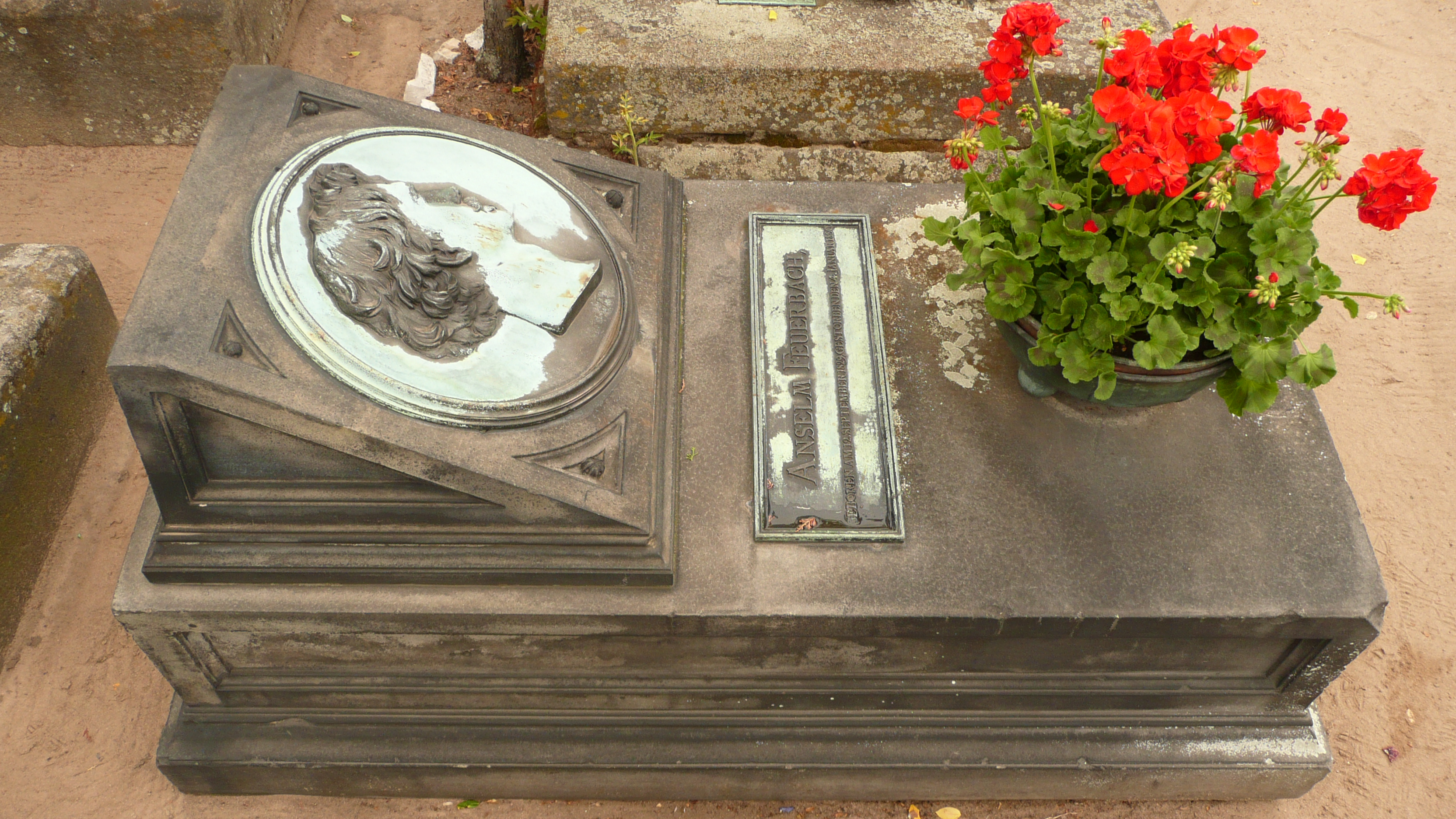
フォイエルバッハの墓（ニュルンベルク）

1877年、アカデミーの職を辞して、ヴェネツィアに移住し、1880年にそこで没した。遺体はニュルンベルクの聖ヨハニス墓地に埋葬された（同墓地にはアルブレヒト・デューラーらが埋葬されている）。ブラームスはその死を悼み、合唱と管弦楽からなる「哀悼歌」を作曲した。
常にフォイエルバッハに寄り添い、その経歴に多大な貢献をした継母ヘンリエッテ・フォイエルバッハは、フォイエルバッハの死後、彼との書簡や自叙伝風の手記を含んだ『遺産（独: Ein Vermächtnis）』と題する本を著した。この本は、フォイエルバッハの死後の評価を大いに高めた。ブラームスは「哀悼歌」を彼女に献呈している。

フォイエルバッハの作品はドイツの主要な公立美術館に収蔵されている。《イーピゲネイア II》（シュトゥットガルト州立美術館）、《ラヴェンナのダンテ》（カールスルーエ）、《メーデイア》（ミュンヘン）、晩年の大作《音楽会》（ベルリン）など。その他の主要作品に《アマゾネスの戦い》《ピエタ》《プラトンの饗宴》《オルフェウスとエウリディケ》《フェラーラ庭園のアリオスト》がある。